# Binetova formula
Binetova formula je izraz za računanje {\displaystyle n}-tog Fibonaccijevog broja kojeg označavamo s {\displaystyle F_{n}}, počevši od {\displaystyle F_{1}=1.}
Formula je nazvana po francuskom matematičaru Jacquesu Philippeu Binetu, iako je poznato da je za nju, stoljeće prije njega, znao Abraham de Moivre. 
Ako s {\displaystyle \alpha ,\beta } označimo {\displaystyle \alpha ={\frac {1+{\sqrt {5}}}{2}},\beta ={\frac {1-{\sqrt {5}}}{2}},} tada formula glasi {\displaystyle F_{n}={\frac {1}{\sqrt {5}}}({\alpha }^{n}-{\beta }^{n}).}
Uočimo da su {\displaystyle \alpha ,\beta } oba rješenja zlatne jednadžbe {\displaystyle x^{2}=x+1.} Dokaz Binetove formule će zbog toga biti skriven upravo u toj jednadžbi.

## Dokaz
Binetovu formulu ćemo dokazati metodom matematičke indukcije.
Uočimo što ćemo dobiti uzastopnim množenjem zlatne jednadžbe s {\displaystyle x}: 
{\displaystyle x^{2}=x+1}
{\displaystyle x^{3}=2x+1,}
{\displaystyle x^{4}=3x+2,}
{\displaystyle x^{5}=5x+3,...}
Uočavamo da su koeficijenti uz {\displaystyle x} i {\displaystyle 1} uzastopni Fibonaccijevi brojevi pa naslućujemo da vrijedi
{\displaystyle x^{n}=F_{n}x+F_{n-1}} uz dodatak {\displaystyle F_{0}=0.} Gore smo pokazali da tvrdnja vrijedi za {\displaystyle n\leq 5.}
Pretpostavimo sada da tvrdnja vrijedi za neki {\displaystyle k\in \mathbb {N} ,} tj. da je 
{\displaystyle x^{k}=F_{k}x+F_{k-1}.}
Iz pretpostavke slijedi {\displaystyle x^{k+1}=x\cdot x^{k}=x(F_{k}x+F_{k-1})} što daje {\displaystyle F_{k}x^{2}+F_{k-1}x.}
Sada iz temeljne jednakosti {\displaystyle x^{2}=x+1} zamjenom slijedi {\displaystyle x^{k+1}=F_{k}(x+1)+F_{k-1}x,} iz čega je
{\displaystyle x^{k+1}=F_{k}x+F_{k}+F_{k-1}x,} odnosno {\displaystyle x^{k+1}=F_{k+1}x+F_{k},} što je i trebalo dokazati.
Znamo da su {\displaystyle \alpha ,\beta } rješenja jednadžbe {\displaystyle x^{2}=x+1,} pa također zadovoljavaju i jednakosti {\displaystyle x^{n}=F_{n}x+F_{n-1}.} Zato možemo pisati {\displaystyle \alpha ^{n}=F_{n}\alpha +F_{n-1},\beta ^{n}=F_{n}\beta +F_{n-1}.}
Oduzimanjem ove dvije jednadžbe slijedi {\displaystyle \alpha ^{n}-\beta ^{n}=F_{n}(\alpha -\beta ),} a kako je {\displaystyle \alpha -\beta ={\frac {1+{\sqrt {5}}}{2}}-{\frac {1-{\sqrt {5}}}{2}}={\sqrt {5}},} konačno dobivamo {\displaystyle F_{n}={\frac {1}{\sqrt {5}}}({\alpha }^{n}-{\beta }^{n}).}